# Tres Lagunas, Guerrero
Tres Lagunas är en ort i Mexiko.   Den ligger i kommunen Zapotitlán Tablas och delstaten Guerrero, i den sydöstra delen av landet, 230 km söder om huvudstaden Mexico City. Tres Lagunas ligger 1 866 meter över havet och antalet invånare är 136.
Terrängen runt Tres Lagunas är huvudsakligen kuperad, men åt sydost är den bergig. Runt Tres Lagunas är det ganska glesbefolkat, med 40 invånare per kvadratkilometer. Närmaste större samhälle är Xalpatlahuac, 16,3 km öster om Tres Lagunas. I omgivningarna runt Tres Lagunas växer huvudsakligen savannskog.